# Muhlenbergia rigens
Muhlenbergia rigens là một loài thực vật có hoa trong họ Hòa thảo. Loài này được (Benth.) Hitchc. mô tả khoa học đầu tiên năm 1933.

## Hình ảnh

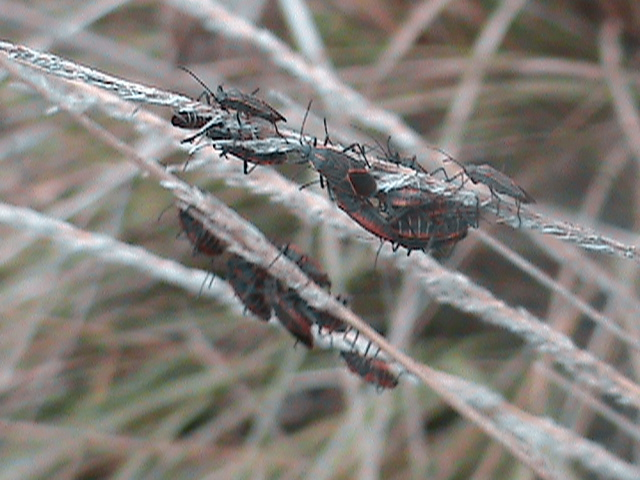
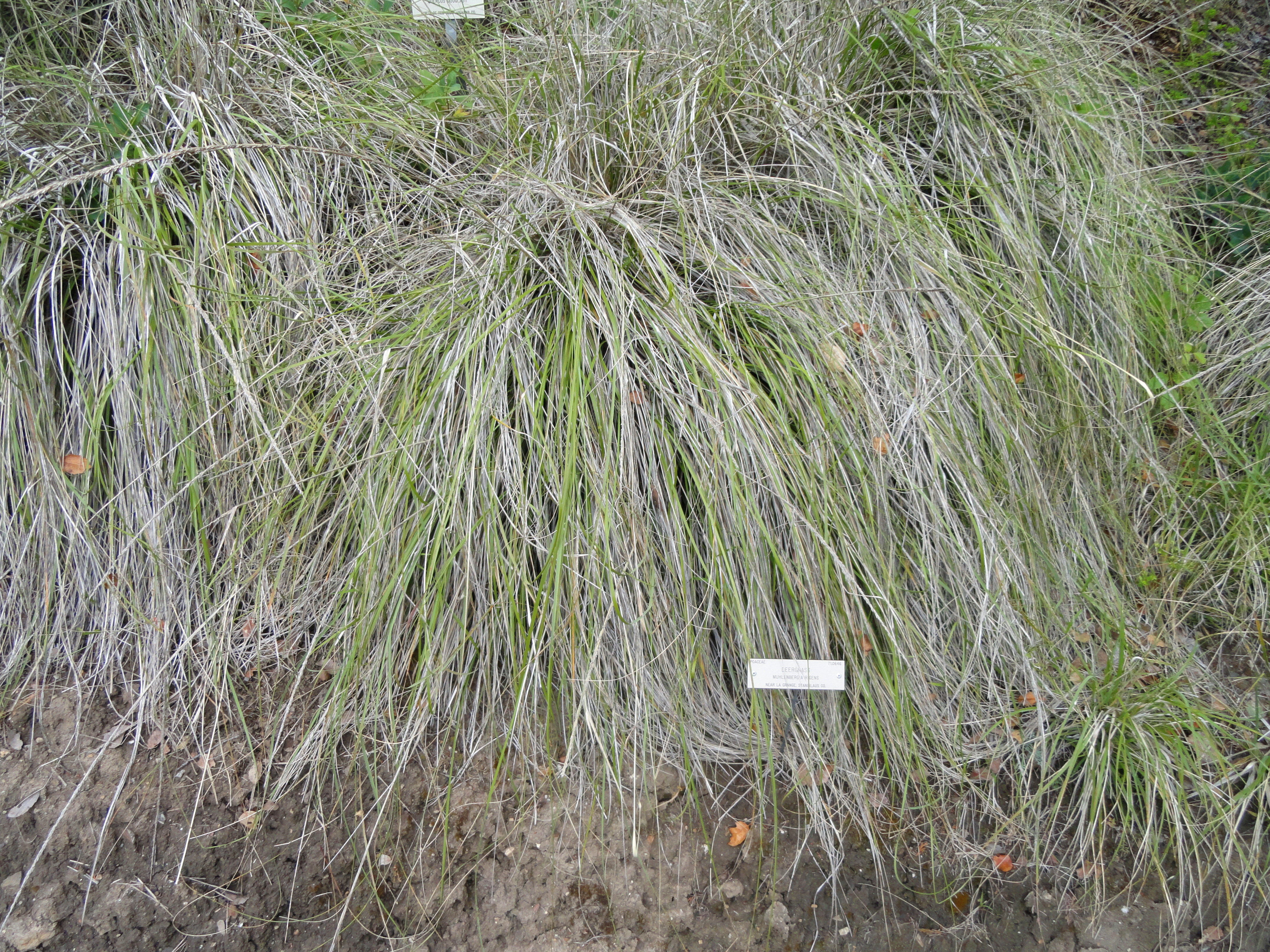
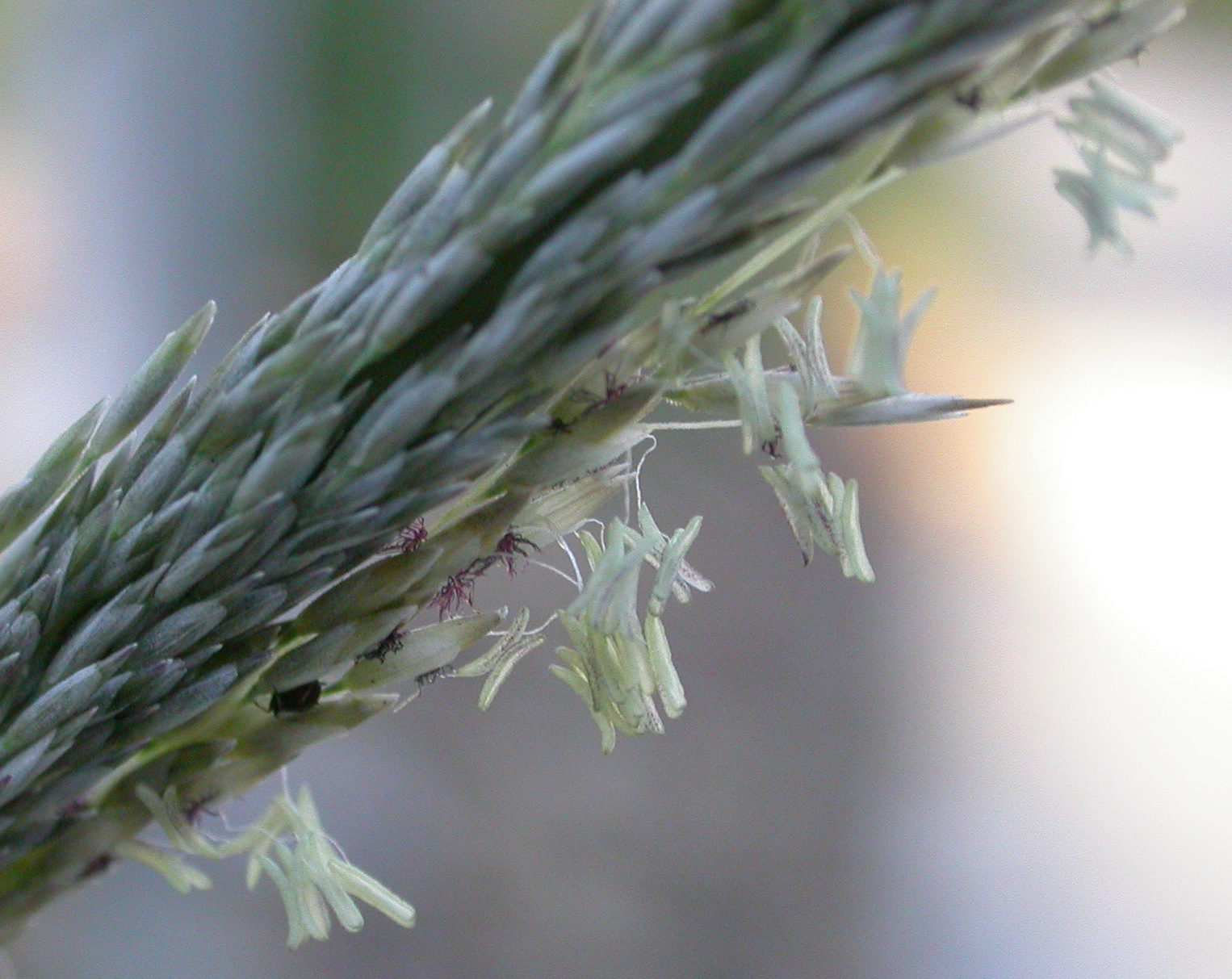
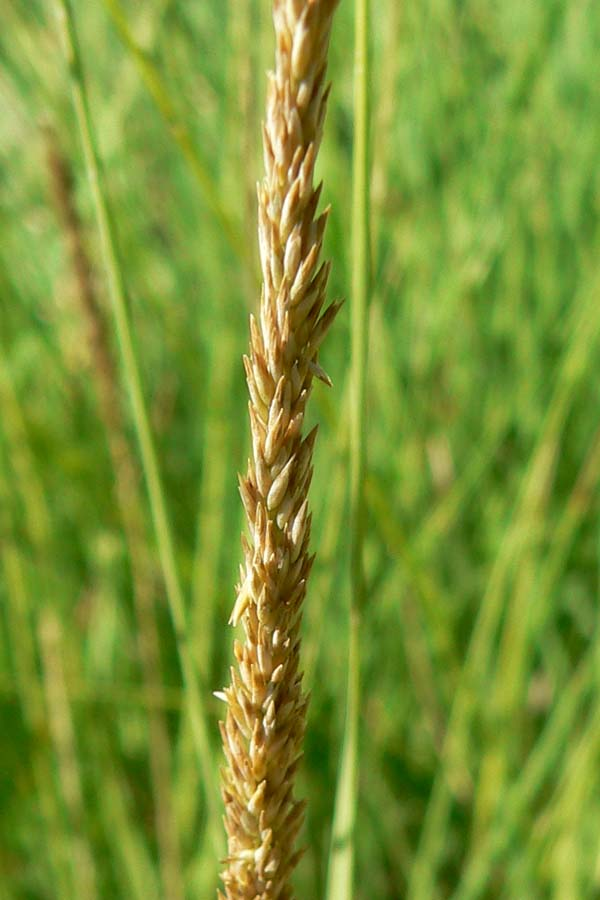